# حملة ولسلي العسكرية
حملة ولسلي العسكرية عبارة عن قوة عسكرية أمر بشنها السير جون ماكدونالد لمحاربة لوي رييل والشعب الميتي في عام 1870، أثناء انتفاضة النهر الأحمر عند مستعمرة النهر الأحمر، والمعروفة الآن باسم المقاطعة الكندية مانيتوبا. ولقد كانت هذه الحملة تهدف كذلك إلى التصدي للاتجاهات التوسعية الأمريكية في الولايات الحدودية الشمالية.

## معلومات تاريخية

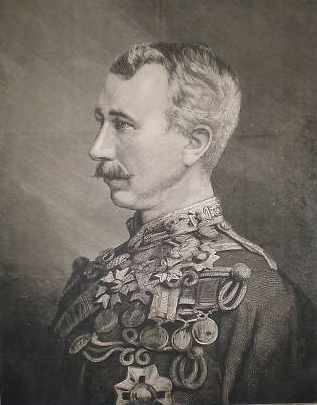
اللواء ولسلي

تحت قيادة العقيد غارنت ولسلي، انطلقت الحملة العسكرية من تورونتو، أونتاريو، في محاولة لاعتراض سبيل رييل. ولقد رفضت الحكومة الأمريكية السماح للقوات بعبور الأراضي الأمريكية، واعتقد العديد أنه سيكون من المستحيل تحرك القوة العسكرية في غرب كندا عبر كافة المسارات الكندية؛ حيث تم فقط التخطيط لطريق داوسون قبل ثلاث سنوات، ولا تزال السكك الحديدية بعيدة لم يتم إنشاؤها قبل عدة سنوات.
ومن ثم، توجهت الحملة إلى خليج جورجيا، ثم استقل الجنود باخرة لعبور بحيرة هارون والوصول إلى قناة سولت الأمريكية؛ حيث كان من المفترض نقل الرجال والمعدات على الجانب الكندي الآخر من النهر، وعبور بحيرة سوبيريور إلى إدارة محطة الأشغال العامة عند ثاندر باي، والتي أسماها ولسلي مهبط الأمير آرثر في 25 مايو 1870، تكريمًا للابن الثالث للملكة فيكتوريا. ومن هذه المنطقة، استقلت القوات القوارب الصغيرة ووصلت إلى بحيرة شيباندوان. وبالمضي في طريقهم غربًا، فقد مروا عبر فورت فرانسيس ووصلوا إلى بحيرة ليك أوف ذي وودز. وبعدها توجهوا إلى أسفل ناحية نهر وينيبيع، وعبروا الحوض الجنوبي لـ بحيرة وينيبيع إلى النهر الأحمر، وفي نهاية المطاف وصلوا إلى فورت جاري في أواخر شهر أغسطس.
شرع ولسلي في تشكيل قواته، وعلى الفور بدأ تقدمه نحو فورت جاري العلوي. ثم غادر رييل وأتباعه الحصون، وأدى ذلك إلى التمكن من الاستحواذ عليها «دون إراقة الدماء».
ولقد ورد، بناءً على رواية أحد شهود العيان ويُدعى ويليام بيرين، وهو أحد أعضاء الحملة، وصول الحملة إلى منطقة فورت جاري العليا، ونُشر ذلك في مانيتوبا فري برس في أغسطس 1900 بمناسبة الذكرى الثلاثين للوصول. وقد كان بيرين جنديًا بريطانيًا عاديًا من فوج المشاة الستين (قوات المدفعية الملكية التابعة للملك).
وينظر المؤرخون السياسيون إلى هذه الحملة باعتبارها واحدة من بين أكثر الحملات الشاقة في التاريخ. فقد كان على أكثر من 1000 رجل نقل كافة الذخائر والأسلحة، بما في ذلك المدفعية مسافة تصل إلى مئات الأميال وسط البراري. ونظرًا لوجود حمولات بكميات هائلة، فأصبح من الضروري بناء طرق من جذوع الأشجار المرصوفة بالعرض. واستمرت هذه المشقة والعناء مدة تزيد عن شهرين، وزاد من صعوبة الأمر حرارة الصيف الملتهبة والأوبئة الناتجة عن لدغات الذباب الأسود والبعوض التي تجعل الإصابة بها حتمية.
وبعد اكتمال الحملة العسكرية بنجاح، أعرب ولسلي عن تقديره لرجاله معترفًا بجهودهم الاستثنائية في هذه الحملة.

## القوات العسكرية الاستعمارية في انتفاضة النهر الأحمر

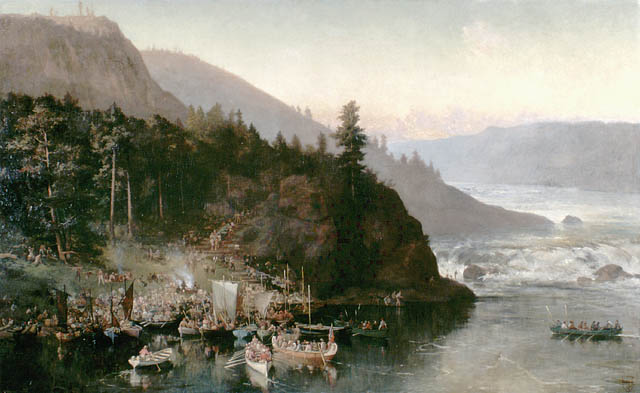
الحملة العسكرية في النهر الأحمر التي تم شنها عند شلالات كاكابيكا، بزعامة فرانسيس آن هوبكينز، 1877.

- قوات المدفعية الملكية التابعة للملك (فوج المشاة الستين)
- بنادق أونتاريو الأولى
- بنادق كيبيك الثانية
- فوج يورك رينجرز التابع للملكة
- كتيبة مستخدمي البنادق المؤقتة
- كتيبة مستخدمي المدفعية المؤقتة
- كتيبة المهندسين الملكيين

لم تشارك فرقة الشرطة الخيالة الشمالية الغربية، التي تم تشكيلها بعد ثلاث سنوات في عام 1873، في الحملة العسكرية.

## وصلات خارجية
- Plan of Route Followed by Red River Expeditionary Force From Lake Superior to Fort Garry During the Summer of 1870 (1871)
- A Chronology of Events in the Life of Louis Riel 1844 - 1885